# Manifestație

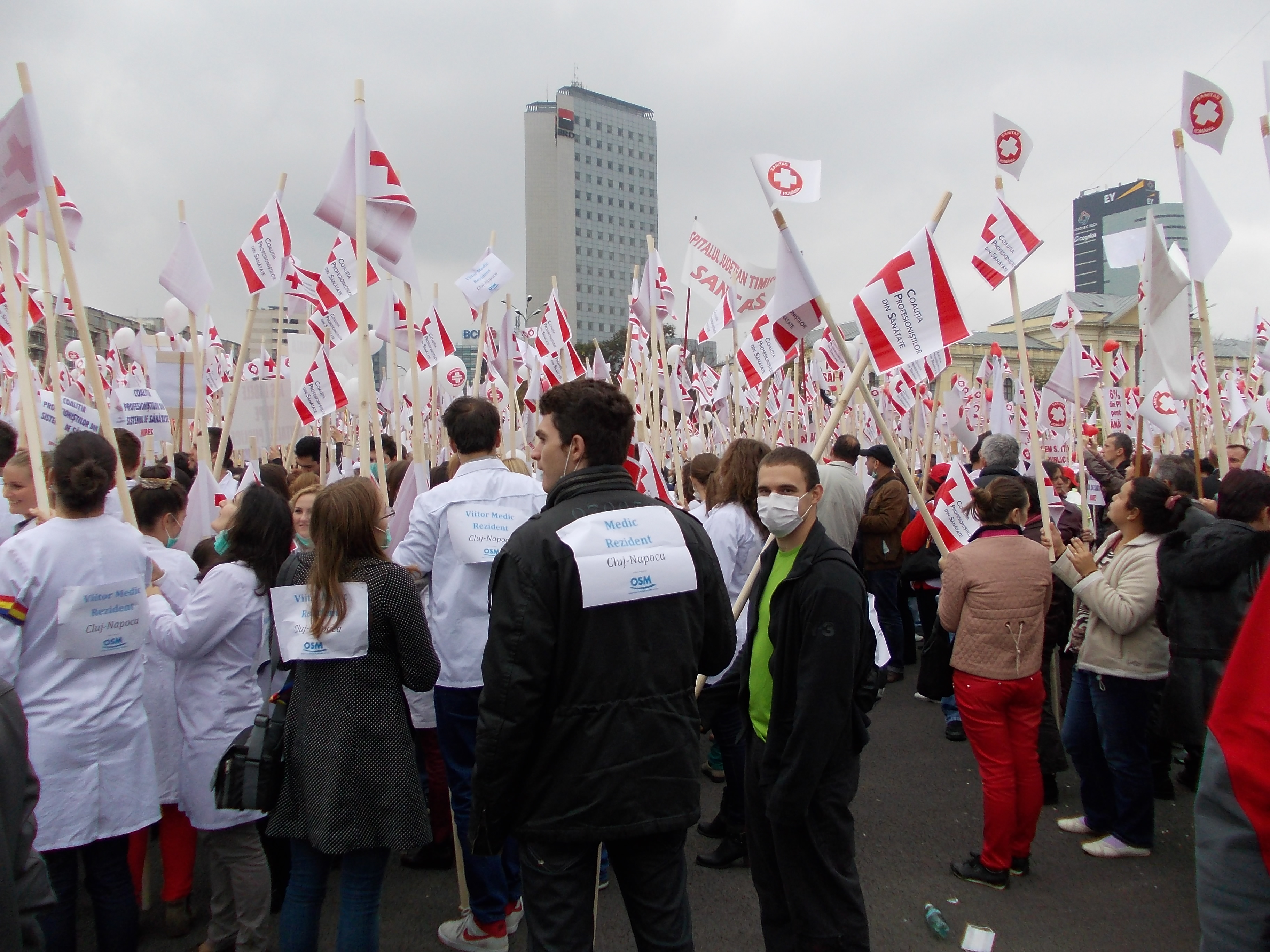
Manifestaţie în Bucureşti

Manifestația este afișarea publică a opiniei unui grup activist (economic, politic sau social) printr-o adunare într-un loc public (stradă, piață), adeseori într-un loc sau la o dată asociate simbolic cu tema revendicării sau opiniei.
Scopul manifestațiilor este acela de a arăta părerea unei părți din societate în favoarea sau împotriva unei determinate politici, persoane sau legi etc. Succesul unei manifestații stă adeseori în numărul participanților. În manifestații se pot produce tulburări, distrugeri, agresiuni și conflicte între poliție și participanți. 
Termenul a fost folosit de la mijlocul sec. al XIX-lea, așa cum a fost termenul „ședința cu monstru” (monster meeting), care se referea la imensele adunări ale protestatarilor inspirați de Daniel O'Connell (1775-1847) în Irlanda. 
Manifestațiile promovează puncte de vedere (fie pozitive sau negative) ce țin de o problemă publică, în special în legătură cu o plângere percepută sau cu o nedreptate socială. O manifestație este, de obicei, considerată mai reușită dacă participă mai mulți oameni.

## Tehnici de numărare a participanților la o manifestație
Există unele tehnici de aproximare a numărului de persoane care participă la o manifestație, unele dintre acestea fiind:
- Se numără numărul indivizilor care trec printr-un punct fix într-un minut și apoi se înmulțește cifra cu numărul minutelor cât durează manifestația.
- Se înmulțesc metrii pătrați care sunt ocupați de persoanele participante la manifestație cu un număr determinat de persoane. În zona centrală acest număr este în general 1,5. Dacă se dispune de fotografii de înaltă rezoluție luate de sus, se poate aprecia mai exact numărul participanților.
- Cu o tehnologie adecvată manifestanții pot fi numărați fiecare în parte cu ajutorul fotografiilor luate de deasupra manifestației.

## Tipuri de manifestații
Există multe tipuri de manifestații. Acestea pot de mai multe tipuri:
- marșuri, grup de manifestanți ce se deplasează pe un traseu stabilit;
- mitinguri, adunare de oameni pentru a asculta vorbitori sau muzicieni;
- pichetări, oamenii înconjoară o eventuală zonă;
- sit-ins (demonstrații în care participanții sunt așezați în fața unei instituții, sau blochează drumuri), demonstranții ocupă o zonă, uneori pentru o perioadă declarată, dar uneori pe termen nelimitat, până când consideră că problema lor a fost rezolvată,  fie că sunt convinși sau forțați să plece;
- nudiste, participanții protestează dezbrăcați.

Manifestațiile sunt uneori adunări spontane. Ele adesea fac parte dintr-o campanie mai largă de mișcare non-violentă, adesea numită și rezistență civilă. Manifestațiile sunt, în general, organizate în public, însă manifestațiile private sunt cu siguranță posibile, mai ales dacă manifestanții doresc să influențeze opiniile unui grup mic sau foarte specific de persoane. 
Subiectele manifestațiilor se referă adesea la chestiuni politice, economice și sociale. Există aspecte controversate, uneori grupuri de persoane care se opun obiectivelor unei demonstrații pot lansa o contra-demonstrație cu scopul de a se opune demonstranților și de a-și prezenta punctul de vedere. Confruntările dintre demonstranți și contra-demonstranți pot deveni violente.

## Acțiuni violente sau non-violente
Marșurile și demonstrațiile de protest au tactici comune în organizare axate pe acțiuni non-violente. Motivele pentru evitarea violenței derivă, nu atât din doctrina generală a nonviolenței sau pacifismului, ci din considerente legate de dimensiunile egale, culturale și de puterea politică.
În unele demonstrații și proteste participanții acționează agresiv și violent. De regulă violența este orientată spre devastări de clădiri (instituții, întreprinderi), deteriorare de automobile, precum și încăierări cu trecători și poliție.